# ロベール・ギラン
ロベール・ギラン（Robert Guillain 1908年9月4日 - 1998年12月29日）は、フランスのジャーナリストで、アジア、特に日本通として知られる。

## 経歴

### 特派員
フランスのパリで生まれたギランは、大学卒業後に1934年にフランスのアヴァス通信社（後のAFP通信社）に入社した。入社後は本社勤務を行い、その後ロンドンへ特派員として駐在し、さらに日中戦争の最中、1937年に中華民国の上海に派遣された。

### 日本へ
1938年には東京特派員（支局長）として日本へ派遣され、日中戦争下の日本国内において活発な特派員活動を行った。1939年9月にヨーロッパで第二次世界大戦が始まった後も、フランスに帰国せず日本に留まり活動を続けた。
その後1940年にフランスがドイツの占領下に入ったものの、親ドイツのヴィシー政権が設立され日本との間に良好な関係を保ったために、1941年12月に日本がイギリスやアメリカなどの連合国と戦争状態になった後も、「友好国の特派員」として日本で特派員活動を続けた。
しかし、1944年8月の連合国軍によるフランス全土解放とヴィシー政権崩壊に伴う、シャルル・ド・ゴール将軍率いるフランス共和国臨時政府の設立と、これを受けて1945年3月9日に日本軍によって行われた仏領インドシナのフランス植民地政府に対する武力制圧（「明号作戦」）の結果、フランスと日本は交戦状態に入ったため、その後公安当局によって他のフランス人とともに長野県軽井沢に軟禁される。
理由は1944年に東條内閣が行った、中国人を除く非敵性外国人を特定地域に住まわせる措置のためである。理由は防諜と身辺保護のためとされた。また、一部の在外公館も軽井沢に疎開されていた。スイス・フランス・チェコスロバキア・オーストリアの公使館が軽井沢にあったという記録がある。同様に、横浜在住の大使館員・商社員は箱根に移住させられている。

### 「アジア通」
終戦直後に解放された後には、原爆投下後の広島や長崎の惨状、さらにGHQ指揮下における政党活動の再興などをレポートしつつ1946年まで日本に在住する。いったんフランスに戻った後、再来日し、『ル・モンド』紙の特派員として日本に滞在し続けた。その後日本人女性と結婚し、日本を拠点にインドシナ戦争やベトナム戦争、文化大革命を取材するなど、「ヨーロッパ有数のアジア通のジャーナリスト」として名を知られるようになり、その生涯を通じてアジアの地でジャーナリスト活動を行う。
だが一方で、戦後間もない著書『La Guerre au Japon』（1947年）において、神道を貶め、日本や日本人に対しても、血の気が多い、野心に燃えている、高慢、厚かましい、非合理的、自らの醜い外見と知能の愚鈍さを自覚しているため劣等感に苛まれている、スパイ行為は日本の病気あるいは国民的欠陥である、といった中傷をするばかりか、連合国軍による日本への空襲さえ正当化するなど、戦時中の日本を誹謗する二面性をかね備えていたことがレジスタンス出身の知日派で、元パリ・マッチ特派員アルフレッド・スムラー（Alfred Smoular, 1911年-1994年）により暴露され、親日的な他の著書を挙げて「同じ著者とは信じ難い」と驚いている。またスムラーは、ギランが戦後の紋切型な日本観（頂点としてはジャパンバッシングに至る）を広める一助となったこと、およびソビエト連邦の人物と目される著者の回想録にあった偽りの証言を取り上げたことを強く批判しており、「（ギランの1947年、1979年、1981年の著書は）日本についての多くの歴史的知識を伝えると同時に、潤沢な一国の経済に偽札を流通させるようなことをしている」とまで評している。

### 死去
晩年も日仏間を活発に行き来しつつ執筆活動を続け、多くの著書を残した。1998年にパリの郊外の病院で死去した。没後、ギランも会長を務めていた日仏記者会は、ギランの功績を称え、自らが主催するジャーナリストに対する賞を「ロベール・ギラン賞」と改名した。

## 日本史との関わり
第二次世界大戦前夜から日本に拠点を置いて活躍していたギランは、戦前から戦後にかけて起きた日本史に残る大きな事件のいくつかに重要な脇役、もしくは当事者として登場している。

### ゾルゲ事件

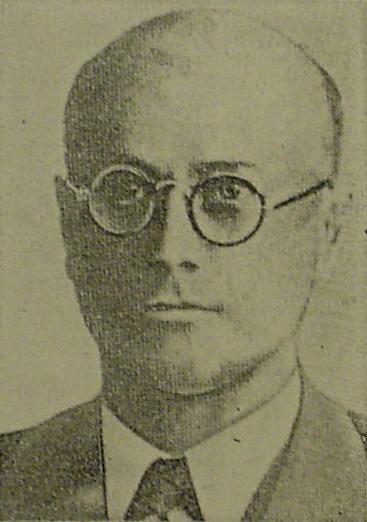
ブランコ・ド・ヴーケリッチ

1941年に発覚した「ゾルゲ事件」では、主犯リヒャルト・ゾルゲはソ連スパイで、ドイツの新聞社特派員で、事件の助手格だったブランコ・ド・ヴーケリッチ（ユーゴスラビア人記者）はアヴァス通信社の同僚で、ギラン自身もゾルゲほか多くの関係者（ゾルゲ諜報団の多くはヨーロッパ各国から派遣されたジャーナリストや外交官だった）と知り合いだったことから、関係者として事情聴取されている。
ギランは、ゾルゲ事件の当事者や関係者と近しい関係にあったものの、祖国を侵略した「ドイツの記者」のカバーで活動していたゾルゲとは微妙な関係にあった上、ゾルゲの本当の祖国であるソ連、そして共産主義を嫌っていたため、事件に連座することはなかった。また、ゾルゲやド・ヴーケリッチが逮捕されるまで、彼らの真の姿を見破ることはできなかった。
ただし、ギランはヴーケリッチの記者としての能力や人間性を高く評価しており、戦後ヴーケリッチが諜報団のメンバーであったことが疑う余地のない事実と知った後も「わたしのヴケリッチに対する気持は変らなかった。（中略）ヴケリッチへの友情に加えて、そのときわたしは、彼が身をもって証しをたてた勇気に讃嘆の念を覚えたのだった。たとえ、ヴケリッチのコミュニストとしての信条は絶対に受け入れられないということはあるにしてもだ」と記している。
また、第二次世界大戦勃発直後、ゾルゲにドイツがフランスと開戦したことへの憤懣をぶつけると、そのあとゾルゲに食事に誘われ、その席でゾルゲから「わたしは戦争を憎む。あらゆる戦争を憎む」と苦悩した姿で告げられたことを記している。
ギランはゾルゲとその協力者について、「ゾルゲとその部下の諜報網は、ヒトラーの独裁に抗し、自由のために闘ったのだ。（中略）たしかに私は共産主義を嫌悪するが、共産主義者のゾルゲが自由の擁護者であったときもあるのは認めなければならない。さらにわたしは、ヴケリッチもゾルゲも、わたしを彼らの闘争の圏内にひき入れようとしたことは一度もなかったと明言できる。つまり、彼らがわたしにスパイ活動をさせようとしたり、共産主義に引き入れようとしたことはなかったのだ。（中略）彼らがスパイであり共産主義者であったことで、彼らの勇気と犠牲に対してわたしの抱いている讃嘆の念がかげったことはまったくなかった」と評価している。
ギランは、戦後になって自らとゾルゲ事件とのかかわりを自書で証言しているほか、日本経済新聞やNHK『歴史への招待』をはじめとする多くのメディアでも証言している。

### 共産党員釈放
太平洋戦争が終わり、軽井沢から解放されたギランは上記のブーケリッチを救出するために政治犯が収容されているとされる刑務所を探していた。藤原春雄から徳田球一・志賀義雄らが府中刑務所の予防拘禁所に収容されていると聞き、別の記者と連れ立って、米軍の将校服を身にまとい、府中に乗り込んだのである。これが10月1日のことであった。その記者とはAFP極東支配人のジャック・マルキューズ：Jacques Marcuseと『ニューズウィーク』誌特派員のハロルド・アイザックス（英語: Harold Isaacs）である。ギランらのインタビュー記事が、10月4日にGHQが発した「人権指令」につながることになる。なお、志賀義雄の回想では、『ニューズウィーク』誌の記者は「ウイリアムズ」となっている。その後10月10日にGHQにより共産党員を含む政治犯は釈放されることとなる。

### 京都の恩人という風説
ギランは「京都が空襲を受けないよう進言したのはガストン・ルノンドー（フランス語: Gaston Renondeau）である」と報じたため、フランスではこの説が信じられたことを平川祐弘が自著で紹介している。ルノンドーはポール・クローデルに仕えたことのある武官で、日本語に堪能だったが、平川はフランスの一軍人の意見が米軍中枢に届くはずもないとしている。

### その他
田中角栄の秘書を務めた早坂茂三は、1970年（昭和45年）にギランが、自民党幹事長だった田中を取材した際のエピソードを紹介している。
早坂によればインタビューは東京、平河町の自民党本部4階幹事長室で行われた。インタビューの最中、日米安全保障条約の自動延長を巡り、自動延長反対、安保条約破棄を目指す学生のデモ隊がシュプレヒコールを挙げてジグザグ行進を繰り広げていた。幹事長室の窓からデモを凝視していたギランが、「あの学生達をどう思うか」と田中に尋ねたところ、田中は「日本の将来を背負う若者たちだ。経験が浅くて、視野はせまいが、真面目に祖国の先行きを考え、心配している。若者は、あれでいい。マージャンに耽り、女の尻を追い掛け回す連中よりも信頼できる。彼ら彼女たちは、間もなく社会に出て働き、結婚して所帯を持ち、人生がひと筋縄でいかないことを経験的に知れば、物事を判断する重心が低くなる。私は心配していない」と答えた。そして学生時代、共産党員だった早坂を指差して「彼も青年時代、連中の旗頭でした。今は私の仕事を手伝ってくれている」と話をつなぐと、ギランは「ウィ・ムッシュウ」と微笑み、早坂は「仕方なく苦笑した｣。。

## 叙勲
- 勲三等旭日中綬章（1994年）

## 著書
アジア、特に日本について多くの著書を出している。未訳も多い。
- 『渦巻く東南アジア　現地報告』麻生三郎訳 改造社 1949
- 『六億の蟻 私の中国旅行記』井上勇訳 文藝春秋新社 1957
- 『中国これからの三十年』井上勇訳 文藝春秋新社 1965
- 『第三の大国・日本』井上勇訳、朝日新聞社 1969
- 『日本人と戦争』根本長兵衛・天野恒雄訳 朝日新聞社、1979、朝日文庫、1990
- 『ゾルゲの時代』三保元訳　中央公論社、1980
- 『アジア特電 1937～1985　過激なる極東』矢島翠訳　毎日新聞社、1986